# Knjige u 2011.
◄◄ | ◄ | 2008. | 2009. | 2010. | 2011.  | 2012. | 2013. | 2014. | ► | ►►
Arhitektura • Astronautika • Astronomija • Biologija • Film • Fotografija • Glazba • Kazalište • Kemija • Kiparstvo • Knjige • Književnost • Kršćanstvo • Meteorologija • Medicina • Planinarstvo • Politika • Pravo • Promet • Slikarstvo • Strip • Šport • Televizija • Znanost • Zrakoplovstvo • Željeznički promet
Knjige u 2011.

## Hrvatska i u Hrvata

### 1, 2, 3, ...
- 13. sat, Richard Doetsch. Nakladnik: Školska knjiga. Broj stranica: 325. Krimići i trileri. ISBN 978-953-0-60859-7
- 100 godina Hajduka, Jurica Gizdić, Split. Šport. ISBN 978-953-7814-04-5
- 50 klasika psihologije, Tom Butler-Bowdon. Nakladnik: V.B.Z. Broj stranica: 357.  Psihologija. ISBN 978-953-304-307-4
- 59 sekundi, Richard Wiseman. Prevoditelj: Andrea Pongrac. Nakladnik: Mozaik knjiga. Broj stranica: 256. Psihologija. ISBN 978-953-140-863-9
- 61 sat, Lee Child. Prevoditelj: Neven Dužanec. Nakladnik: Znanje. Broj stranica: 384. Krimići i trileri. ISBN 978-953-324-293-4
- 7 mitova o ljubavi, Mike George. Nakladnik: Planetopija. Broj stranica: 232. Duhovna literatura i Self-Help. ISBN 978-953-257-195-0

### A
- Aleph, Paulo Coelho. Prevoditelj: Vida Ungar. Nakladnik: V.B.Z. Broj stranica: 268.  Duhovna literatura i Self-Help. ISBN 978-953-304-342-5
- Alfabetist, Torsten Pettersson. Prevoditelj: Sonja Bennet. Nakladnik: Školska knjiga. Broj stranica: 296. Krimići i trileri. ISBN 978-953-0-61809-1
- Alijenologija, Allen Sivac. Nakladnik: Planetopija. Broj stranica: 30. Horor, fantastika i SF. ISBN 978-953-257-189-9
- Anđeli će samo zaspati, Merita Arslani. Nakladnik: Naklada Ljevak. Broj stranica: 214. Horor, fantastika i SF. ISBN 978-953-303-362-4
- Anđeli za laku noć, Karen Wallace, Lou Kuenzler, Anne Cicvardi, Katy Moran. Nakladnik: Planetopija. Broj stranica: 144. Dječje knjige. ISBN 978-953-257-198-1
- Animalovi ljudi, Indra Sinha. Nakladnik: Profil. Broj stranica: 305. Beletristika. ISBN 978-953-319-197-3
- Apokrifni transurfing, Vadim Zeland. Nakladnik: Planetopija. Broj stranica: 392. Duhovna literatura i Self-Help. ISBN 978-953-257-212-4
- Atlas života II., Dubravko Detoni. Nakladnik: Fraktura. Broj stranica: 760.  Publicistika. ISBN 978-953-266-201-6
- Auron, Jasna Horvat. Nakladnik: Naklada Ljevak. Broj stranica: 295. Beletristika. Zlatni rez. Povijest ljepote. ISBN 978-953-303-415-7
- Autobiografija jednog sadhua, Rampuri. Prevoditelj: Ozren Ćuk. Broj stranica: 240. Duhovna literatura i Self-Help, Biografije i memoari. ISBN 978-953-287-041-1

### B
- Babettina gozba, Karen Blixen. Prevoditelj: Đurđica Žlebačić-Sorensen. Nakladnik: Disput. Broj stranica: 112. Beletristika. ISBN 978-953-260-144-2
- Batler gospodina Lugosija, Guido Snel. Prevoditelj: Radovan Lučić. Nakladnik: Fraktura.Broj stranica: 272. Beletristika. ISBN 978-953-266-322-8
- Beba filozof, Alison Gopnik. Prevoditelj: Vesna Orsag. Nakladnik: Algoritam. Broj stranica: 252. Roditeljstvo i odgoj djece, Psihologija. ISBN 978-953-316-051-1
- Berači jagoda, Marina Lewycka. Prevoditelj: Dragana Vulić Budanko. Nakladnik: Profil. Broj stranica: 251. Beletristika. ISBN 978-953-319-248-2
- Beremizov svijet, Malba Tahan. Prevoditelj: Dora Jelačić Bužimski. Nakladnik: Fraktura. Broj stranica: 208. Horor, fantastika i SF. ISBN 978-953-266-323-5
- Besmrtni život Henriette Lacks, Rebecca Skloot. Prevoditelj: Mihaela Velina. Nakladnik: Mozaik knjiga. Broj stranica: 356. Biografije i memoari. ISBN 978-953-14-0972-8
- Besprijekorna, Sara Shepard. Prevoditelj: Petra Matić. Nakladnik: Algoritam. Broj stranica: 272. Literatura za mlade. ISBN 978-953-316-280-5
- Bijela kao mlijeko, crvena kao krv, Alessandro D'Avenia. Prevoditelj: Dubravka Oršić. Nakladnik: Algoritam. Broj stranica: 220. Ljubavni romani. ISBN 978-953-316-167-9
- Bilo nam je tako lijepo! Tabu II., Sibila Petlevski. Nakladnik: Fraktura. Broj stranica: 232. Biografije i memoari. ISBN 978-953-266-263-4
- Biosupruga, Michal Viewegh. Nakladnik: Profil. Broj stranica: 188. Ljubavni romani. ISBN 978-953-319-273-4
- Biser Kine, Anchee Min. Prevoditelj: Ozren Doležal. Nakladnik: Mozaik knjiga. Broj stranica: 300. Beletristika. ISBN 978-953-14-0996-4
- Blagovati na tragu klasika, Irena Lukšić, Nakladnik: Disput. Broj stranica: 432. Eseji, Kuharice i gastronomija. ISBN 978-953-260-151-0
- Blizine, nigdine i fritule, Olja Savičević Ivančević, Boris Perić, Maja Hrgović. Urednik: Jadranka Pintarić. Nakladnik: Udruga za zaštitu prava nakladnika Zana. 168 str., ISBN 9789535660002 (Knjiga nije u prodaji, dobiva se samo kao poklon–knjiga[1])
- Bogate nasljednice, Tara Hyland. Prevoditelj: Zrinka Pavlić. Nakladnik: Znanje. Broj stranica: 464. Ljubavni romani. ISBN 978-953-324-297-2
- Bolero, Davor Suhan. Nakladnik: Profil. Broj stranica: 245.  Beletristika. ISBN 978-953-319-354-0
- Bolest kao put, Thorwald Dethlefsen, Ruediger Dahlke. Prevoditelj: Boris Perić. Izdavač: Naklada Ljevak: Broj stranica: 368. ISBN 978-953-303-447-8
- Bomboni od meda, Milana Vlaović. Nakladnik: Naklada Ljevak.  Ljubavni romani. ISBN 978-953-303-331-0
- Brak strogo povjerljivo, Pamela Haag. Nakladnik: Planetopija. Broj stranica: 344. Publicistika. ISBN 978-953-257-214-8
- Brisanje. Raspad, Thomas Bernhard. Prevoditelj: Sead Muhamedagić. Nakladnik: MeandarMedia. Broj stranica: 572. Beletristika. ISBN 978-953-735-581-4
- Brod za Lajku, Tomica Šćavina. Nakladnik: Jesenski i Turk. Broj stranica: 292. Beletristika. ISBN 978-953-222-394-1
- Brzina svjetlosti, Javier Cercas. Prevoditelj: Silvana Roglić. Nakladnik: Fraktura. Broj stranica: 220.  Beletristika. ISBN 978-953-266-240-5
- Brži od smrti, Josh Bazell. Prevoditelj: Dragan Koruga. Nakladnik: Fraktura. Broj stranica: 274. Krimići i trileri. ISBN 978-953266329-7

### C
- Carstvo opsjena, Chris Hedges. Prevoditelj: Zoran Bošnjak. Nakladnik: Algoritam. Broj stranica: 310. Publicistika. ISBN 978-953-316-204-1
- Celestinsko proročanstvo, James Redfield. Prevoditelj: Goran Pavelić. Nakladnik: Algoritam. Broj stranica: 238. Duhovna literatura i Self-Help. ISBN 978-953-316-332-1
- Cic i svila, Julijana Matanović. Nakladnik: Mozaik knjiga. Broj stranica: 272. Beletristika. ISBN 978-953-140-873-8
- Clean – Program za detoksikaciju organizma, Alejandro Junger. Nakladnik: Planetopija. Broj stranica: 288. Publicistika. ISBN 978-953-257-196-7
- Corpus delicti, Juli Zeh. Prevoditelj: Latica Bilopavlović Vuković. Nakladnik: Fraktura. Broj stranica: 280. Krimići i trileri.
- Crescendo, Becca Fitzpatrick. Prevoditelj: Andrea Bagović. Nakladnik: Algoritam. Broj stranica: 268. Ljubavni romani, Horor, fantastika i SF. ISBN 978-953-316-164-8
- Crna omotnica, Norman Manea. Prevoditelji: Ivana Olujić i Luca-Ioan Frana. Nakladnik: Fraktura. Broj stranica: 336. Beletristika. ISBN 978-953-266-217-7
- Crna vatra, C. J. Sansom. Prevoditelj: Bruno Štefić. Nakladnik: Znanje. Broj stranica: 514.  Povijesni romani. ISBN 978-953-324-247-7
- Crvena kraljica, Philippa Gregory. Prevoditelj: Mirjana Valent. Nakladnik: Znanje. Broj stranica: 384. Ljubavni romani, Povijesni romani. ISBN 978-953-324-321-4
- Crvena trava, Boris Vian. Prevoditelj: Vanda Mikšić. Nakladnik: MeandarMedia. Broj stranica: 168. Beletristika. ISBN 978-953-334-001-2
- Crvendać, Jo Nesbø. Prevoditelj: Mislav Bartulović. Nakladnik: Znanje. Broj stranica: 528. Krimići i trileri. ISBN 978-953-195-793-9
- Crveni mjesec, Miranda Gray. Nakladnik: Planetopija. Broj stranica: 232. Duhovna literatura i Self-Help. ISBN 978-953-257-186-8
- Crveni šator, Anita Diamant. Prevoditelj: Ana Gotovac. Nakladnik: Znanje. Broj stranica: 330. Povijesni romani. ISBN 978-953-324-316-0
- Cybersex - Čarobna šuma, Tajana Obradović. Nakladnik: Funditus. Broj stranica: 400. Ljubavni romani. ISBN 978-953-56938-0-2

### Č
- Čarolije, Aprilynne Pike. Prevoditelj: Mihaela Velina. Nakladnik: Mozaik knjiga. Broj stranica: 306. Horor, fantastika i SF, Literatura za mlade. ISBN 978-953-140-838-7
- Četrdeset pravila ljubavi, Elif Shafak. Prevoditelj: Mirna Čubranić. Nakladnik: Hena com. Broj stranica: 396. Ljubavni romani. ISBN 978-953-259-044-9

### E
- Ekonomski leksikon, Skupina autora. Nakladnik: Leksikografski zavod Miroslav Krleža i Masmedia. Broj stranica: 1058. Enciklopedije i leksikoni, Ekonomija. ISBN 978-953-268-013-3

### H
- Hajduk u Europi, Jurica Gizdić, Split. Šport: ISBN 978-953-95255-9-8

### I
- Ispod stola : Najljepše antikorupcijske priče, Zoran Ferić, Olja Savičević Ivančević, Vlado Bulić. Nakladnik: V.B.Z. 196 str., ISBN 9789533043081

### K
- Književni leksikon, Milivoj Solar. Nakladnik: Matica hrvatska. Broj stranica: 541.  Enciklopedije i leksikoni, Književna teorija i kritika. ISBN 978-953-150-868-1

### R
- Record Stories, Skupina autora. Nakladnik: Aquarius Records. Broj stranica: 202. Beletristika. ISBN 978-953-56619-0-0
- Rječnik europeizama - hrvatski, engleski, njemački, francuski, talijanski, Krsto Spalatin. Izdavač: Školska knjiga. Broj stranica: 860. ISBN 978-953-0-40912-5

### S
- Sami u toj šumi, Drago Glamuzina, Stanko Abadžić. Nakladnik: Bibliofil. Broj stranica: 100. Poezija. ISBN 978-953-56720-0-5

### T
- Tamara Drewe, Posy Simmonds. Prevoditelj: Anja Majnarić. Nakladnik: Algoritam. Broj stranica: 136. Beletristika, Strip. ISBN 978-953-316-273-7
- Tehnike lova na pastrvu, John Goddard. Izdavač: V.B.Z. Broj stranica: 242. ISBN 978-953-304-213-8

### Z
- Zimnica, Tončika Cukrov. Nakladnik: Planetopija. Broj stranica: 64. Kuharice i gastronomija. ISBN 978-953-257-206-3
- Zimski vrt, Kristin Hannah. Prevoditelj: Sabine Marić. Nakladnik: Znanje. Broj stranica: 416. Ljubavni romani. ISBN 978-953-324-416-7
- Zlatni dečko, smaragdna djevojka, Yiyun Li. Prevoditelj: Nada Šoljan i Maja Šoljan. Nakladnik: Vuković & Runjić. Broj stranica: 240. Beletristika. ISBN 978-953-286-063-4
- Značenje Magreba, skupina autora. Nakladnik: Fraktura. Broj stranica: 192. Publicistika. ISBN 978-953-266-218-4

## Vanjske poveznice
|  | Zajednički poslužitelj ima još gradiva o temi Knjige iz 2011. |